# Anihilacja

Diagram Feynmana przedstawiający anihilację elektronu z pozytonem. Powstaje foton, który następnie produkuje parę kwark–antykwark. Antykwark emituje gluon

Anihilacja (z łac. annihilatio – unicestwienie, zniweczenie, od nihil – nic) – proces prowadzący do całkowitej destrukcji materii posiadającej masę. W fizyce anihilacją nazywa się oddziaływanie cząstki z odpowiadającą jej antycząstką, podczas którego cząstka i antycząstka zostają zamienione na fotony (prawie zawsze dwa, skierowane w przeciwne strony, czego wymaga zasada zachowania pędu) o sumarycznej energii równoważnej masom spoczynkowym cząstki i antycząstki, zgodnie ze wzorem Einsteina: E=mc².
Z punktu widzenia klasycznej elektrodynamiki jest to więc zamiana materii na promieniowanie elektromagnetyczne.

## Anihilacjaleptonów
Anihilacja pary elektron–pozyton, w wyniku której w zależności od układu spinów powstają dwa (99,8% rozpadów, czasami zdarza się, że emitowany jest jeden, trzy lub więcej) fotony gamma: e+ + e− → 2γ. Ponieważ zarówno elektron, jak i pozyton mają energię spoczynkową 0,511 MeV, energia promieniowania z ich anihilacji wynosi 1,022 MeV. Przed anihilacją elektron i pozyton formują quasi-stabilny układ zwany pozytonium, a liczba emitowanych fotonów zależna jest od stanu układu. Proces odwrotny do anihilacji zwany kreacją par może zachodzić tylko przy oddziaływaniu fotonu o odpowiednio wysokiej energii z polem elektrycznym cząsteczki (np. jądrem atomowym lub elektronem).

## Anihilacjabarionów
W przypadku anihilacji pary proton–antyproton, ze względu na złożoność cząstek, anihilacja nie jest całkowita i prócz fotonów powstaje szereg innych cząstek. Podczas zetknięcia się protonu z antyprotonem kwarki będące elementami składowymi protonu łączą się z odpowiednimi antykwarkami antyprotonu tworząc mezony. Mezony są niestabilne i ulegają rozpadowi na inne cząstki takie jak mion, elektron, neutrino lub ich antycząstki oraz promieniowanie elektromagnetyczne w postaci fotonów gamma. Podobnie wygląda proces anihilacji innych barionów takich jak neutron i antyneutron.